# Sokoine University of Agriculture
Die Sokoine University of Agriculture ist eine staatlich anerkannte Universität in Morogoro in Tansania. Im Studienjahr 2016/17 hatte sie 7498 Studenten, davon waren 2218 Frauen.

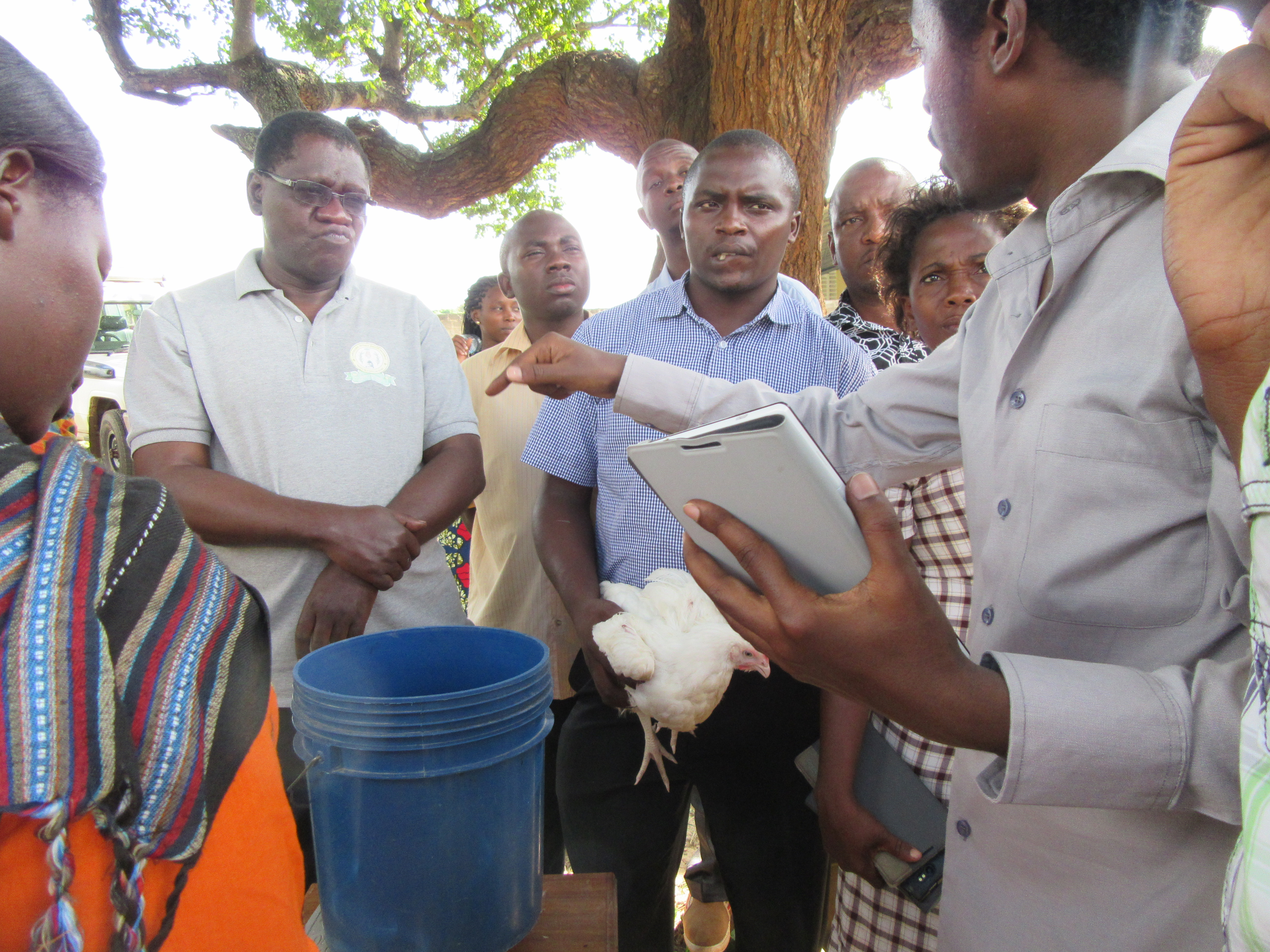
Vor-Ort-Unterricht auf einer Geflügelfarm.

## Lage
Die Universität liegt in der Region Morogoro, rund 200 Kilometer westlich von Daressalam. Das Universitätsgelände ist im Süden der Stadt, etwa 3 Kilometer vom Stadtzentrum entfernt am Fuß des Uluguru-Gebirges in 500 bis 600 Meter über dem Meer. Zur Universität gehören vier Campus:
- Der Hauptcampus in Morogoro hat eine Fläche von 3350 Hektar.
- Der Solomon Mahlangu Campus (SMC) liegt in Mazimbu, am Stadtrand von Morogoro (Lage).[5]
- Der SUA Trainings-Wald (SUATF) liegt in Olmotonyi in der Region Arusha.
- Das Mazumbai Waldreservat liegt in Lushoto in der Region Tanga.

Der nächste Flughafen zur Universität ist in Daressalam der Julius Nyerere International Airport. Von dort gibt es Verbindungen nach Morogoro mit der Eisenbahn oder mit dem Bus. Die Fahrzeit beträgt etwa 3 Stunden.

## Geschichte
Der Vorläufer der Universität wurde 1965 als landwirtschaftliche Hochschule gegründet. Im Jahr 1970 erfolgte eine Eingliederung als Fakultät in die neu gegründeten Universität Daressalalm. In den 70er-Jahren vergrößerte sich die Fakultät um Abteilungen für Forst- und Veterinärwissenschaften. Im Jahr 1984 wurde die Fakultät eine eigenständige Universität mit dem Namen „Sokoine University of Agriculture“.

## Studienangebot
Neben dem Hauptzweig Landwirtschaft bietet die Universität Ausbildung in den Bereichen Veterinärmedizin, Forstwirtschaft, Tierwissenschaften, Wildtiermanagement, Tourismusmanagement, Umweltwissenschaften, Lebensmittelwissenschaften, Verbraucherstudien, natürliche Ressourcen, Ernährung und ländliche Entwicklung an.
Die Universität besitzt fünf Fakultäten:
- Landwirtschaft
- Forstwirtschaft, Wildtiere und Tourismus
- Sozial- und Geisteswissenschaften
- Veterinärmedizin und Biomedizin
- Wissenschaft und Bildung (seit 2017)

## Zusatzleistungen
- Unterkunft: Die Universität bietet eine Unterkunft für 3831 Studenten. Diese sind auf mehrere Herbergen aufgeteilt, die sich sowohl auf dem Hauptcampus als auch auf dem Mahlangu Campus befinden.[10] Die Unterkünfte verfügen über keine Kochgelegenheiten.[11]
- Verpflegung: Auf den Campus gibt es gastronomische Einrichtungen, die von privaten Unternehmern betrieben werden.[11]
- Spiel und Sport: Auf den beiden Campus in Morogoro befinden sich Spiel- und Sporteinrichtungen für Fußball, Netzball, Basketball und Tennis. Dort stehen qualifizierte Trainer bereit.[12]

## Partnerschaft
Die Universität unterhält eine Partnerschaft mit der Michigan State University.

## Rangliste
Von EduRank wird die Universität Sokoine als zweitbeste in Tansania, als Nummer 50 in Afrika und 2815 weltweit geführt (Stand 2021).